# Giải Mâm xôi vàng cho phim dở nhất
Giải Mâm xôi vàng cho phim tồi nhất (tiếng Anh: Razzie Award for Worst Picture) là một hạng mục của giải Mâm xôi vàng được Quỹ Mâm xôi vàng (tiếng Anh: Golden Raspberry Award Foundation - GRAF) trao cho bộ phim bị họ coi là tác phẩm điện ảnh tệ nhất trong năm của điện ảnh Mỹ.
Sau 39 mùa giải thưởng được tổ chức, đã có hơn 202 bộ phim được đề cử cho giải Phim tệ nhất, và 42 bộ phim giành được giải.
Dưới đây là danh sách phim được đề cử và thắng giải, bao gồm nhà sản xuất và đạo diễn.

## Phim chiến thắng và phim được đề cử

### Thập niên 80s
| Phim                 | Nhà sản xuất                        | Người sản xuất     |
| -------------------- | ----------------------------------- | ------------------ |
| Can't Stop the Music | Associated Film Distribution        | Allan Carr         |
| Cruising             | Lorimar Productions, United Artists | Jerry Weintraub    |
| The Formula          | MGM, United Artists                 | Steve Shagan       |
| Friday the 13th      | Paramount Pictures                  | Sean S. Cunningham |
| The Nude Bomb        | Universal Studios                   | Jennings Lang      |
| The Jazz Singer      | Associated Film Distribution        | Jerry Leider       |
| Raise the Titanic    | Associated Film Distribution        | William Frye       |
| Saturn 3             | Stanley Donen                       |                    |
| Windows              | United Artists                      | Mike Lobell        |
| Xanadu               | Universal Studios                   | Lawrence Gordon    |

| Phim                          | Nhà sản xuất                                    | Người sản xuất |
| ----------------------------- | ----------------------------------------------- | -------------- |
| Mommie Dearest                | Paramount Pictures                              | Frank Yablans  |
| Endless Love                  | Universal Studios, PolyGram                     | Dyson Lovell   |
| Heaven's Gate                 | United Artists                                  | Joann Carelli  |
| The Legend of the Lone Ranger | Universal Studios, Associated Film Distribution | Walter Coblenz |
| Tarzan, the Ape Man           | MGM, United Artists                             | Bo Derek       |

| Phim             | Nhà sản xuất            | Người sản xuất  |
| ---------------- | ----------------------- | --------------- |
| Inchon           | MGM                     | Mitsuharu Ishii |
| Annie            | Columbia Pictures       | Ray Stark       |
| Butterfly        | Analysis Film Releasing | Matt Cimber     |
| Megaforce        | 20th Century Fox        | Albert S. Ruddy |
| The Pirate Movie | 20th Century Fox        | David Joseph    |

| Phim            | Nhà sản xuất                      | Người sản xuất                |
| --------------- | --------------------------------- | ----------------------------- |
| The Lonely Lady | Universal Studios                 | Robert R. Weston              |
| Hercules        | MGM, United Artists, Cannon Films | Yoram Globus, Menahem Golan   |
| Jaws 3-D        | Universal Studios                 | Rupert Hitzig                 |
| Stroker Ace     | Warner Bros., Universal Studios   | Hank Moonjean                 |
| Two of a Kind   | 20th Century Fox                  | Roger M. Rothstein, Joe Wizan |

| Phim                   | Nhà sản xuất      | Người sản xuất             |
| ---------------------- | ----------------- | -------------------------- |
| Bolero                 | Cannon Films      | Bo Derek                   |
| Cannonball Run II      | Warner Bros.      | Albert S. Ruddy            |
| Rhinestone             | 20th Century Fox  | Marvin Worth, Howard Smith |
| Sheena                 | Columbia Pictures | Paul Aratow                |
| Where the Boys Are '84 | TriStar Pictures  | Allan Carr                 |

| Phim                       | Nhà sản xuất                       | Người sản xuất                 |
| -------------------------- | ---------------------------------- | ------------------------------ |
| Rambo: First Blood Part II | TriStar Pictures, Carolco Pictures | Buzz Feitshans                 |
| Fever Pitch                | MGM, United Artists                | Freddie Fields                 |
| Revolution                 | Warner Bros.                       | Irwin Winkler                  |
| Rocky IV                   | MGM, United Artists                | Irwin Winkler, Robert Chartoff |
| Year of the Dragon         | MGM, United Artists                | Dino De Laurentiis             |

| Phim                  | Nhà sản xuất               | Người sản xuất                           |
| --------------------- | -------------------------- | ---------------------------------------- |
| Howard the Duck       | Universal Studios          | Gloria Katz                              |
| Under the Cherry Moon | Warner Bros.               | Bob Cavallo, Joe Ruffalo, Steve Fargnoli |
| Blue City             | Paramount Pictures         | William L. Hayward, Walter Hill          |
| Cobra                 | Warner Bros., Cannon Films | Yoram Globus, Menahem Golan              |
| Shanghai Surprise     | MGM                        | John Kohn                                |

| Phim                   | Nhà sản xuất      | Người sản xuất                   |
| ---------------------- | ----------------- | -------------------------------- |
| Leonard Part 6         | Columbia Pictures | Bill Cosby                       |
| Ishtar                 | Columbia Pictures | Warren Beatty                    |
| Jaws: The Revenge      | Universal Studios | Joseph Sargent                   |
| Tough Guys Don't Dance | Cannon Films      | Yoram Globus, Menahem Golan      |
| Who's That Girl        | Warner Bros.      | Rosilyn Heller, Bernard Williams |

| Phim          | Nhà sản xuất                       | Người sản xuất                       |
| ------------- | ---------------------------------- | ------------------------------------ |
| Cocktail      | Touchstone Pictures                | Ted Field, Robert W. Cort            |
| Caddyshack II | Warner Bros.                       | Neil Canton, Jon Peters, Peter Guber |
| Hot to Trot   | Warner Bros.                       | Steve Tisch                          |
| Mac and Me    | Orion Pictures                     | R. J. Louis                          |
| Rambo III     | TriStar Pictures, Carolco Pictures | Buzz Feitshans                       |

| Phim                            | Nhà sản xuất                       | Người sản xuất                  |
| ------------------------------- | ---------------------------------- | ------------------------------- |
| Star Trek V: The Final Frontier | Paramount Pictures                 | Harve Bennett                   |
| The Karate Kid Part III         | Columbia Pictures                  | Jerry Weintraub                 |
| Lock Up                         | TriStar Pictures, Carolco Pictures | Charles Gordon, Lawrence Gordon |
| Road House                      | United Artists                     | Joel Silver                     |
| Speed Zone                      | Orion Pictures                     | Murray Shostack                 |

### Thập niên 90s
| Phim                            | Nhà sản xuất      | Người sản xuất                 |
| ------------------------------- | ----------------- | ------------------------------ |
| The Adventures of Ford Fairlane | 20th Century Fox  | Steven Perry, Joel Silver      |
| Ghosts Can't Do It              | Triumph Releasing | Bo Derek                       |
| The Bonfire of the Vanities     | Warner Bros.      | Brian De Palma                 |
| Graffiti Bridge                 | Warner Bros.      | Randy Phillips, Craig Rice     |
| Rocky V                         | United Artists    | Irwin Winkler, Robert Chartoff |

| Phim                      | Nhà sản xuất           | Người sản xuất                   |
| ------------------------- | ---------------------- | -------------------------------- |
| Hudson Hawk               | TriStar Pictures       | Joel Silver                      |
| Cool as Ice               | Universal Studios      | Carolyn Pfeiffer, Lionel Wingram |
| Dice Rules                | Seven Arts Productions | Loucas George                    |
| Nothing but Trouble       | Warner Bros.           | Lester Berman, Robert K. Weiss   |
| Return to the Blue Lagoon | Columbia Pictures      | William A. Graham                |

| Phim                                | Nhà sản xuất         | Người sản xuất                               |
| ----------------------------------- | -------------------- | -------------------------------------------- |
| Shining Through                     | 20th Century Fox     | Carol Baum, Howard Rosenman                  |
| The Bodyguard                       | Warner Bros.         | Kevin Costner, Lawrence Kasdan, Jim Wilson   |
| Christopher Columbus: The Discovery | Warner Bros.         | Alexander Salkind, Ilya Salkind              |
| Final Analysis                      | Warner Bros.         | Paul Junger Witt, Charles Roven, Tony Thomas |
| Newsies                             | Walt Disney Pictures | Michael Finnell                              |

| Phim              | Nhà sản xuất                       | Người sản xuất                  |
| ----------------- | ---------------------------------- | ------------------------------- |
| Indecent Proposal | Paramount Pictures                 | Sherry Lansing                  |
| Body of Evidence  | MGM, United Artists                | Dino De Laurentiis              |
| Cliffhanger       | TriStar Pictures, Carolco Pictures | Renny Harlin, Alan Marshall     |
| Last Action Hero  | Columbia Pictures                  | John McTiernan, Stephen J. Roth |
| Sliver            | Paramount Pictures                 | Robert Evans                    |

| Phim             | Nhà sản xuất                                 | Người sản xuất                               |
| ---------------- | -------------------------------------------- | -------------------------------------------- |
| Color of Night   | Hollywood Pictures                           | Buzz Feitshans, David Matalon                |
| North            | Columbia Pictures, Castle Rock Entertainment | Rob Reiner, Alan Zweibel                     |
| On Deadly Ground | Warner Bros.                                 | A. Kitman Ho, Julius R. Nasso, Steven Seagal |
| The Specialist   | Warner Bros.                                 | Jerry Weintraub                              |
| Wyatt Earp       | Warner Bros.                                 | Kevin Costner, Lawrence Kasdan, Jim Wilson   |

| Phim               | Nhà sản xuất        | Người sản xuất                                             |
| ------------------ | ------------------- | ---------------------------------------------------------- |
| Showgirls          | MGM, United Artists | Charles Evans, Alan Marshall                               |
| Congo              | Paramount Pictures  | Kathleen Kennedy, Sam Mercer                               |
| It's Pat           | Touchstone Pictures | Charles B. Wessler                                         |
| The Scarlet Letter | Hollywood Pictures  | Roland Joffé, Andrew G. Vajna                              |
| Waterworld         | Universal Studios   | Kevin Costner, John Davis, Charles Gordon, Lawrence Gordon |

| Phim                     | Nhà sản xuất                                     | Người sản xuất                          |
| ------------------------ | ------------------------------------------------ | --------------------------------------- |
| Striptease               | Columbia Pictures, Castle Rock Entertainment     | Andrew Bergman, Mike Lobell             |
| Barb Wire                | PolyGram Filmed Entertainment, Gramercy Pictures | Todd Moyer, Mike Richardson, Brad Wyman |
| Ed                       | Universal Studios                                | Rosalie Swedlin                         |
| The Island of Dr. Moreau | New Line Cinema                                  | Edward R. Pressman                      |
| The Stupids              | New Line Cinema, Savoy Pictures                  | Leslie Belzberg                         |

| Phim                    | Nhà sản xuất      | Người sản xuất                                  |
| ----------------------- | ----------------- | ----------------------------------------------- |
| The Postman             | Warner Bros.      | Kevin Costner, Steve Tisch, Jim Wilson          |
| Anaconda                | Columbia Pictures | Verna Harrah, Carole Little, Leonard Rabinowitz |
| Batman & Robin          | Warner Bros.      | Peter MacGregor-Scott                           |
| Fire Down Below         | Warner Bros.      | Julius R. Nasso, Steven Seagal                  |
| Speed 2: Cruise Control | 20th Century Fox  | Jan de Bont, Steve Perry, Michael Peyser        |

| Phim                                      | Nhà sản xuất        | Người sản xuất                                  |
| ----------------------------------------- | ------------------- | ----------------------------------------------- |
| An Alan Smithee Film: Burn Hollywood Burn | Hollywood Pictures  | Ben Myron, Joe Eszterhas                        |
| Armageddon                                | Touchstone Pictures | Michael Bay, Jerry Bruckheimer                  |
| The Avengers                              | Warner Bros.        | Jerry Weintraub                                 |
| Godzilla                                  | TriStar Pictures    | Roland Emmerich and Dean Devlin                 |
| Spice World                               | Columbia Pictures   | Uri Fruchtmann, Mark L. Rosen, Barnaby Thompson |

| Phim                                      | Nhà sản xuất          | Người sản xuất                         |
| ----------------------------------------- | --------------------- | -------------------------------------- |
| Wild Wild West                            | Warner Bros.          | Jon Peters, Barry Sonnenfeld           |
| Big Daddy                                 | Columbia Pictures     | Sidney Ganis, Jack Giarraputo          |
| The Blair Witch Project                   | Artisan Entertainment | Robin Cowie, Gregg Hale                |
| The Haunting                              | DreamWorks            | Susan Arthur, Donna Roth, Colin Wilson |
| Star Wars: Episode I – The Phantom Menace | 20th Century Fox      | Rick McCallum, George Lucas            |

### Thập niên Thập niên 2000s
| Phim                               | Nhà sản xuất                     | Người sản xuất                                |
| ---------------------------------- | -------------------------------- | --------------------------------------------- |
| Battlefield Earth                  | Warner Bros., Franchise Pictures | Jonathan D. Krane, Elie Samaha, John Travolta |
| Book of Shadows: Blair Witch 2     | Artisan Entertainment            | Bill Carraro                                  |
| The Flintstones in Viva Rock Vegas | Universal Studios                | Bruce Cohen                                   |
| Little Nicky                       | New Line Cinema                  | Jack Giarraputo, Robert Simonds               |
| The Next Best Thing                | Paramount Pictures               | Leslie Dixon, Linne Radmin, Tom Rosenberg     |

| Phim                    | Nhà sản xuất                        | Người sản xuất                                                              |
| ----------------------- | ----------------------------------- | --------------------------------------------------------------------------- |
| Freddy Got Fingered     | 20th Century Fox                    | Larry Brezner, Howard Lapides, Lauren Lloyd                                 |
| Driven                  | Warner Bros., Franchise Pictures    | Renny Harlin, Elie Samaha, Sylvester Stallone                               |
| Glitter                 | 20th Century Fox, Columbia Pictures | Laurence Mark, E. Bennett Walsh                                             |
| Pearl Harbor            | Touchstone Pictures                 | Michael Bay, Jerry Bruckheimer                                              |
| 3000 Miles to Graceland | Warner Bros., Franchise Pictures    | Demian Lichtenstein, Eric Manes, Elie Samaha, Richard Spero, Andrew Stevens |

| Phim                                         | Nhà sản xuất       | Người sản xuất                                           |
| -------------------------------------------- | ------------------ | -------------------------------------------------------- |
| Swept Away                                   | Screen Gems        | Matthew Vaughn                                           |
| The Adventures of Pluto Nash                 | Warner Bros.       | Martin Bregman, Michael Scott Bregman, Louis A. Stroller |
| Crossroads                                   | Paramount Pictures | Ann Carli                                                |
| Pinocchio                                    | Miramax Films      | Gianluigi Braschi, Nicoletta Braschi, Elda Ferri         |
| Star Wars: Episode II – Attack of the Clones | 20th Century Fox   | Rick McCallum, George Lucas                              |

| Phim                            | Nhà sản xuất                          | Người sản xuất                                                    |
| ------------------------------- | ------------------------------------- | ----------------------------------------------------------------- |
| Gigli                           | Columbia Pictures, Revolution Studios | Martin Brest and Casey Silver                                     |
| The Cat in the Hat              | Universal Studios, DreamWorks         | Brian Grazer                                                      |
| Charlie's Angels: Full Throttle | Columbia Pictures                     | Drew Barrymore, Leonard Goldberg, Nancy Juvonen                   |
| From Justin to Kelly            | 20th Century Fox                      | John Steven Agoglia                                               |
| The Real Cancun                 | New Line Cinema                       | Mary-Ellis Bunim, Jonathan Murray, Jamie Schutz, Rick de Oliveira |

| Phim                         | Nhà sản xuất                          | Người sản xuất                                                               |
| ---------------------------- | ------------------------------------- | ---------------------------------------------------------------------------- |
| Catwoman                     | Warner Bros.                          | Denise Di Novi, Edward McDonnell                                             |
| Alexander                    | Warner Bros.                          | Moritz Borman, Jon Kilik, Thomas Schuhly, Iain Smith                         |
| Superbabies: Baby Geniuses 2 | Triumph Films                         | Steven Paul                                                                  |
| Surviving Christmas          | DreamWorks                            | Betty Thomas, Jenno Topping                                                  |
| White Chicks                 | Columbia Pictures, Revolution Studios | Rick Alvarez, Lee R. Mayes, Keenen Ivory Wayans, Marlon Wayans, Shawn Wayans |

| Phim                           | Nhà sản xuất                   | Người sản xuất                                                                                                |
| ------------------------------ | ------------------------------ | --- |
| Dirty Love                     | First Look Pictures            | John Mallory Asher, BJ Davis, Rod Hamilton, Kimberley Kates, Michael Manasseri, Jenny McCarthy, Trent Walford |
| Deuce Bigalow: European Gigolo | Columbia Pictures              | Adam Sandler, Rob Schneider                                                                                   |
| The Dukes of Hazzard           | Warner Bros., Village Roadshow | Bill Gerber                                                                                                   |
| House of Wax                   | Warner Bros., Village Roadshow | Susan Levin, Joel Silver, Robert Zemeckis                                                                     |
| Son of the Mask                | New Line Cinema                | Erica Huggins, Scott Kroopf                                                                                   |

| Phim              | Nhà sản xuất                          | Người sản xuất                                                          |
| ----------------- | ------------------------------------- | ----------------------------------------------------------------------- |
| Basic Instinct 2  | MGM, C2 Pictures                      | Mario Kassar, Joel B. Michaels, Andrew G. Vajna                         |
| BloodRayne        | Romar Entertainment                   | Uwe Boll, Dan Clarke, Wolfgang Herrold                                  |
| Lady in the Water | Warner Bros.                          | Sam Mercer, Jose L. Rodriguez, M. Night Shyamalan                       |
| Little Man        | Columbia Pictures, Revolution Studios | Rick Alvares, Lee Mays, Marlon Wayans, Shawn Wayans                     |
| The Wicker Man    | Warner Bros.                          | Nicolas Cage, Randall Emmett, Norm Golightly, Avi Lerner, Joanne Sellar |

| Phim                              | Nhà sản xuất                         | Người sản xuất                           |
| --------------------------------- | ------------------------------------ | ---------------------------------------- |
| I Know Who Killed Me              | TriStar Pictures                     | David Grace, Frank Mancuso Jr.           |
| Bratz                             | Lionsgate                            | Avi Arad, Isaac Larian, Steven Paul      |
| Daddy Day Camp                    | TriStar Pictures, Revolution Studios | William Sherak, Jason Shuman             |
| I Now Pronounce You Chuck & Larry | Universal Studios                    | Adam Sandler, Tom Shadyac                |
| Norbit                            | DreamWorks                           | John Davis, Eddie Murphy, Michael Tollin |

| Phim                                 | Nhà sản xuất                  | Người sản xuất                                           |
| ------------------------------------ | ----------------------------- | -------------------------------------------------------- |
| The Love Guru                        | Paramount Pictures            | Gary Barber, Michael DeLuca, Mike Myers                  |
| Disaster Movie and Meet the Spartans | Lionsgate, 20th Century Fox   | Jason Friedberg, Peter Safran, Aaron Seltzer             |
| The Happening                        | 20th Century Fox              | Barry Mendel, Sam Mercer, M. Night Shyamalan             |
| The Hottie & the Nottie              | Regent Releasing              | Hadeel Reda                                              |
| In the Name of the King              | Boll KG, Brightlight Pictures | Uwe Boll, Dan Clarke, Wolfgang Herrold, Shawn Williamson |

| Phim                                | Nhà sản xuất                           | Người sản xuất                                             |
| ----------------------------------- | -------------------------------------- | ---------------------------------------------------------- |
| Transformers: Revenge of the Fallen | Paramount Pictures, DreamWorks, Hasbro | Lorenzo di Bonaventura, Ian Bryce, Tom DeSanto, Don Murphy |
| All About Steve                     | 20th Century Fox                       | Sandra Bullock. Mary McLaglen                              |
| G.I. Joe: The Rise of Cobra         | Paramount Pictures, Hasbro             | Lorenzo di Bonaventura, Bob Ducsay, Brian Goldner          |
| Land of the Lost                    | Universal Studios                      | Sid and Marty Krofft, Jimmy Miller                         |
| Old Dogs                            | Walt Disney Pictures                   | Peter Abrams, Robert Levy, Andrew Panay                    |

### Thập niên 2010s
| Phim                       | Nhà sản xuất                                          | Người sản xuất                                                         |
| -------------------------- | ----------------------------------------------------- | ---------------------------------------------------------------------- |
| The Last Airbender         | Paramount Pictures, Nickelodeon Movies                | Frank Marshall, Kathleen Kennedy, Sam Mercer and M. Night Shyamalan    |
| The Bounty Hunter          | Columbia Pictures                                     | Neal H. Moritz                                                         |
| Sex and the City 2         | New Line Cinema, HBO Films, Village Roadshow Pictures | Michael Patrick King, John Melfi, Sarah Jessica Parker and Darren Star |
| The Twilight Saga: Eclipse | Summit Entertainment                                  | Wyck Godfrey and Karen Rosenfelt                                       |
| Vampires Suck              | 20th Century Fox                                      | Jason Friedberg, Peter Safran and Aaron Seltzer                        |

| Phim                                      | Nhà sản xuất                  | Người sản xuất                                                  |
| ----------------------------------------- | ----------------------------- | --------------------------------------------------------------- |
| Jack and Jill                             | Columbia Pictures             | Todd Garner, Jack Giarraputo and Adam Sandler                   |
| Bucky Larson: Born to Be a Star           | Columbia Pictures             | Barry Bernardi, Allen Covert, David Dorfman and Jack Giarraputo |
| New Year's Eve                            | Warner Bros., New Line Cinema | Mike Karz, Garry Marshall and Wayne Allan Rice                  |
| Transformers: Dark of the Moon            | Paramount Pictures            | Lorenzo di Bonaventura, Ian Bryce, Tom DeSanto and Don Murphy   |
| The Twilight Saga: Breaking Dawn – Part 1 | Summit Entertainment          | Wyck Godfrey, Stephenie Meyer, Karen Rosenfelt                  |

| Phim                                        | Nhà sản xuất                                           | Người sản xuất                                                                                        |
| ------------------------------------------- | ------------------------------------------------------ | --- |
| The Twilight Saga: Breaking Dawn – Part 2   | Summit Entertainment                                   | Wyck Godfrey, Stephenie Meyer, Karen Rosenfelt                                                        |
| Battleship                                  | Universal Studios                                      | Sarah Aubrey, Peter Berg, Brian Goldner, Duncan Henderson, Bennett Schneir, Scott Stuber              |
| The Oogieloves in the Big Balloon Adventure | Lionsgate, Romar Entertainment, Kenn Viselman Presents | Gayle Dickie, Kenn Viselman                                                                           |
| That's My Boy                               | Columbia Pictures                                      | Allen Covert, Jack Giarraputo, Heather Parry, Adam Sandler                                            |
| A Thousand Words                            | DreamWorks                                             | Nicolas Cage, Alain Chabat, Stephanie Danan, Norman Golightly, Brian Robbins, Sharla Sumpter Bridgett |

| Phim              | Nhà sản xuất         | Người sản xuất                                                                                  |
| ----------------- | -------------------- | ----------------------------------------------------------------------------------------------- |
| Movie 43          | Relativity Media     | Peter Farrelly, Ryan Kavanaugh, John Penotti, Charles B. Wessler                                |
| After Earth       | Columbia Pictures    | James Lassiter, Caleeb Pinkett, Jada Pinkett Smith, M. Night Shyamalan, Will Smith, Jaden Smith |
| Grown Ups 2       | Columbia Pictures    | Jack Giarraputo, Adam Sandler                                                                   |
| The Lone Ranger   | Walt Disney Pictures | Jerry Bruckheimer, Gore Verbinski                                                               |
| A Madea Christmas | Lionsgate            | Ozzie Areu, Matt Moore, Tyler Perry                                                             |

| Phim                            | Nhà sản xuất                                           | Người sản xuất                                                                      |
| ------------------------------- | ------------------------------------------------------ | ----------------------------------------------------------------------------------- |
| Saving Christmas                | Samuel Goldwyn Films                                   | Darren Doane, Raphi Henley, Amanda Rosser, David Shannon                            |
| Left Behind                     | Freestyle Releasing, Entertainment One                 | Michael Walker, Paul LaLonde                                                        |
| The Legend of Hercules          | Summit Entertainment                                   | Boaz Davidson, Renny Harlin, Danny Lerner, Les Weldon                               |
| Teenage Mutant Ninja Turtles    | Paramount Pictures, Nickelodeon Movies, Platinum Dunes | Michael Bay, Ian Bryce, Andrew Form, Bradley Fuller, Scott Mednick and Galen Walker |
| Transformers: Age of Extinction | Paramount Pictures                                     | Lorenzo di Bonaventura, Ian Bryce, Tom DeSanto and Don Murphy                       |

| Phim                   | Nhà sản xuất                       | Người sản xuất                                                                 |
| ---------------------- | ---------------------------------- | ------------------------------------------------------------------------------ |
| Fantastic Four         | 20th Century Fox                   | Simon Kinberg, Matthew Vaughn, Hutch Parker, Robert Kulzer and Gregory Goodman |
| Fifty Shades of Grey   | Universal Pictures, Focus Features | Michael De Luca, Dana Brunetti, E. L. James                                    |
| Jupiter Ascending      | Warner Bros.                       | Grant Hill and The Wachowskis                                                  |
| Paul Blart: Mall Cop 2 | Columbia Pictures                  | Todd Garner, Kevin James, Adam Sandler                                         |
| Pixels                 | Columbia Pictures                  | Adam Sandler, Chris Columbus, Mark Radcliffe, Allen Covert                     |

| Phim                                                          | Nhà sản xuất         | Người sản xuất                                              |
| ------------------------------------------------------------- | -------------------- | ----------------------------------------------------------- |
| Hillary's America: The Secret History of the Democratic Party | Quality Flix         | Gerald R. Molen                                             |
| Batman v Superman: Dawn of Justice                            | Warner Bros.         | Charles Roven, Deborah Snyder                               |
| Dirty Grandpa                                                 | Lionsgate            | Bill Block, Michael Simkin, Jason Barrett, Barry Josephson  |
| Gods of Egypt                                                 | Summit Entertainment | Basil Iwanyk, Alex Proyas                                   |
| Independence Day: Resurgence                                  | 20th Century Fox     | Dean Devlin, Harald Kloser, Roland Emmerich                 |
| Zoolander 2                                                   | Paramount Pictures   | Stuart Cornfeld, Scott Rudin, Ben Stiller, Clayton Townsend |

| Phim                          | Nhà sản xuất       | Người sản xuất                                                              |
| ----------------------------- | ------------------ | --------------------------------------------------------------------------- |
| The Emoji Movie               | Columbia Pictures  | Michelle Raimo Kouyate                                                      |
| Baywatch                      | Paramount Pictures | Ivan Reitman, Michael Berk, Douglas Schwartz, Gregory J. Bonann, Beau Flynn |
| Fifty Shades Darker           | Universal Pictures | Michael De Luca, E. L. James, Dana Brunetti, Marcus Viscidi                 |
| The Mummy                     | Universal Pictures | Alex Kurtzman, Chris Morgan, Sean Daniel, Sarah Bradshaw                    |
| Transformers: The Last Knight | Paramount Pictures | Don Murphy, Tom DeSanto, Lorenzo di Bonaventura, Ian Bryce                  |

| Phim                  | Nhà sản xuất           | Người sản xuất                                             |
| --------------------- | ---------------------- | ---------------------------------------------------------- |
| Holmes & Watson       | Columbia Pictures      | Will Ferrell, Adam McKay, Jimmy Miller, Clayton Townsend   |
| Gotti                 | Vertical Entertainment | Randall Emmett, Marc Fiore, Michael Froch, George Furla    |
| The Happytime Murders | STX Entertainment      | Ben Falcone, Jeffrey Hayes, Brian Henson, Melissa McCarthy |
| Robin Hood            | Summit Entertainment   | Jennifer Davisson, Leonardo DiCaprio                       |
| Winchester            | Lionsgate              | Tim McGahan, Brett Tomberlin                               |

| Phim                        | Nhà sản xuất        | Người sản xuất                                             |
| --------------------------- | ------------------- | ---------------------------------------------------------- |
| Cats                        | Universal Pictures  | Debra Hayward, Tim Bevan, Eric Fellner, Tom Hooper         |
| The Fanatic                 | Quiver Distribution | Bill Kenwright                                             |
| The Haunting of Sharon Tate | Saban Films         | Lucas Jarach, Daniel Farrands, Eric Brenner                |
| A Madea Family Funeral      | Lionsgate           | Ozzie Areu, Will Areu, Mark E. Swinton                     |
| Rambo: Last Blood           | Lionsgate           | Avi Lerner, Kevin King Templeton, Yariv Lerner, Les Weldon |

### Thập niên 2020s
| Phim           | Nhà sản xuất                                 | Người sản xuất                                  |
| -------------- | -------------------------------------------- | ----------------------------------------------- |
| Absolute Proof | One America News Network                     | Mary Fanning, Brannon Howse, Mike Lindell       |
| 365 Days       | Ekipa                                        | Maciej Kawulski, Ewa Lewandowska, Tomasz Mandes |
| Dolittle       | Universal Pictures                           | Susan Downey, Jeff Kirschenbaum, Joe Roth       |
| Fantasy Island | Columbia Pictures                            | Jason Blum, Marc Toberoff, Jeff Wadlow          |
| Music          | Vertical Entertainment, Landay Entertainment | Vincent Landy, Sia                              |

| Phim                    | Nhà sản xuất                   | Người sản xuất                                                                                      |
| ----------------------- | ------------------------------ | --------------------------------------------------------------------------------------------------- |
| Diana the Musical       | Netflix                        | David Bryan, Joe DiPietro, Frank Marshall                                                           |
| Infinite                | Paramount+, Paramount Pictures | Lorenzo di Bonaventura, Mark Huffam, Stephen Levinson, Mark Vahradian, Mark Wahlberg, John Zaozirny |
| Karen                   | Quiver Distribution            | Mary Aloe, Sevier Crespo, "Coke" Daniels, Cory Hardrict, Taryn Manning                              |
| Space Jam: A New Legacy | Warner Bros.                   | Maverick Carter, Ryan Coogler, Duncan Henderson, LeBron James                                       |
| The Woman in the Window | Netflix, 20th Century Studios  | Eli Bush, Anthony Katagas, Scott Rudin                                                              |

## Studio nhận được nhiều đề cử và giải thưởng nhất
| Số lần được đề cử | Số lần giành giải | Nhà phát hành                 |
| ----------------- | ----------------- | ----------------------------- |
| 1                 | 0                 | Analysis Film Distribution    |
| 2                 | 0                 | Artisan Entertainment         |
| 4                 | 1                 | Associated Film Distribution  |
| 2                 | 0                 | Boll KG                       |
| 2                 | 0                 | Brightlight Pictures          |
| 1                 | 1                 | C2 Pictures                   |
| 3                 | 0                 | Cannon Films                  |
| 4                 | 1                 | Carolco Pictures              |
| 2                 | 1                 | Castle Rock Entertainment     |
| 27                | 6                 | Columbia Pictures             |
| 6                 | 1                 | DreamWorks                    |
| 1                 | 0                 | Ekipa                         |
| 1                 | 0                 | Entertainment One             |
| 1                 | 1                 | First Look Pictures           |
| 1                 | 1                 | Focus Features                |
| 1                 | 0                 | Freestyle Releasing           |
| 1                 | 0                 | Gramercy Pictures             |
| 1                 | 0                 | HBO Films                     |
| 3                 | 2                 | Hollywood Pictures            |
| 1                 | 0                 | Landay Entertainment          |
| 8                 | 0                 | Lionsgate                     |
| 1                 | 0                 | Lorimar Productions           |
| 11                | 3                 | Metro-Goldwyn-Mayer           |
| 1                 | 0                 | Miramax Films                 |
| 2                 | 1                 | Netflix                       |
| 7                 | 0                 | New Line Cinema               |
| 2                 | 1                 | Nickelodeon Movies            |
| 1                 | 1                 | One America News Network      |
| 2                 | 0                 | Orion Pictures                |
| 21                | 6                 | Paramount Pictures            |
| 1                 | 0                 | Paramount+                    |
| 1                 | 0                 | Platinum Dunes                |
| 2                 | 0                 | PolyGram Filmed Entertainment |
| 1                 | 1                 | Quality Flix                  |
| 2                 | 0                 | Quiver Distribution           |
| 1                 | 0                 | Regent Releasing              |
| 4                 | 1                 | Revolution Studios            |
| 2                 | 0                 | Romar Entertainment           |
| 1                 | 0                 | Saban Films                   |
| 1                 | 0                 | Savoy Pictures                |
| 1                 | 1                 | Screen Gems                   |
| 1                 | 0                 | Seven Arts Productions        |
| 1                 | 0                 | STX Entertainment             |
| 6                 | 1                 | Summit Entertainment          |
| 1                 | 0                 | Skydance Media                |
| 4                 | 1                 | Touchstone Pictures           |
| 9                 | 3                 | TriStar Pictures              |
| 2                 | 1                 | Triumph Releasing             |
| 18                | 4                 | 20th Century Fox              |
| 1                 | 0                 | 20th Century Studios          |
| 13                | 1                 | United Artists                |
| 22                | 4                 | Universal Pictures            |
| 2                 | 0                 | Vertical Entertainment        |
| 2                 | 0                 | Village Roadshow Pictures     |
| 3                 | 0                 | Walt Disney Pictures          |
| 35                | 5                 | Warner Bros.                  |